# Pamijahan (Plumbon)
Pamijahan is een bestuurslaag in het regentschap Cirebon van de provincie West-Java, Indonesië. Pamijahan telt 6250 inwoners (volkstelling 2010).